# Het broekie van Jantje

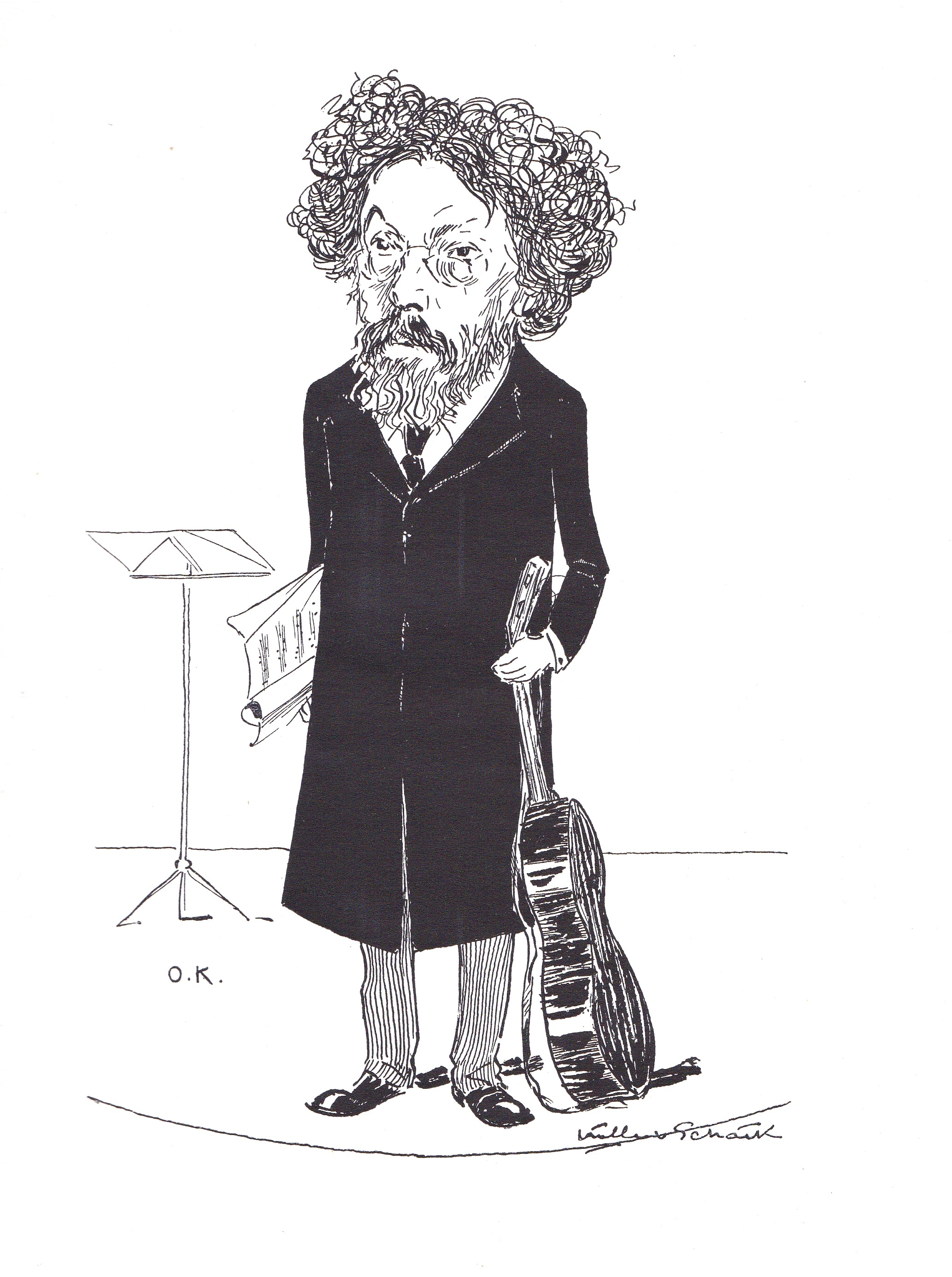
J.H. Speenhoff

Het (ook wel: 't) Broekie van Jantje is een smartlap, geschreven en vermaard gemaakt door de Nederlandse dichter en zanger J.H. Speenhoff. Het lied geldt als een van de beste voorbeelden in het smartlappengenre en werd later ook vertolkt door uiteenlopende kunstenaars als de Zangeres zonder Naam, Dolf Brouwers en Boudewijn de Groot.

## Tekst
De smartlap bezingt een zekere Jantje (een haveloos ventje)  die enkel een versleten broek bezit, waarmee hij op school wordt geplaagd (jouw billen die zien we der deur). Aan zijn moeder vraagt hij een nieuwe broek. Moeder nu, is niet bepaald in goeden doen (ze verdiende geen centje) en had ook echtelijke zorgen (vader was wekenlang zoek). Geconfronteerd met deze moeilijkheden, en na aandringen van haar haveloze zoontje, besluit ze haar rok (de enige die ze bezat) tot broek te vermaken. Daarna gaan de zaken snel bergafwaarts. Moeder gaat, nog voor Jantje zich met zijn nieuwe broek aan zijn plaaggeesten kan onttrekken, van narigheid dood. Jantje draagt zijn nieuwe broek voor het eerst op haar begrafenis.